# Сокитлан (муниципалитет)
Сокитла́н (исп. Zoquitlán) — один из 217 муниципалитетов штата Пуэбла в Мексике. Административным центром муниципалитета является населённый пункт Сокитлан, иногда называемый Сан-Пабло-Сокитлан.
Название происходит от слов zoquitl (грязь, ил) и tlan (обилие), то есть топкое место.
Площадь муниципалитета — 268,9 кв. км. Расположен муниципалитет в юго-восточной части штата.

## История
В доколумбову эпоху был заселён группами ноноалька-чичимеков и масатеков, которые обосновались в долине Теуакана. Вторичное заселение было начато 29 июня 1536 года семьёй Сокитекатль (Zoquitécatl) из Теуакана.
В 1895 году Сокитлан стал свободным муниципалитетом. В 1900 году здесь был похоронен генерал Фелипе Берриосабаль (1829—1900), герой войн с США и Францией. В 1914 году под Сокитланом произошло сражение между революционными и федеральными войсками.

## География
Ландшафт неровный — от 2900 метров над уровнем моря в центре муниципалитета до 100 метров на северо-востоке.
Главная река — Койолапа, приток реки Тонто, которая впадает затем в Папалоапан. Многочисленные горные ручьи, стекающие с гор в восточном направлении, впадают в Койолапу.
Основные поселения:
- Сокитлан (Zoquitlán) — 2865 чел. (2010 год)
- Хитлама (Xitlama) — 3198 чел.
- Акатепек (Сан-Антонио) [Acatepec (San Antonio)] — 3066 чел.
- Какалок (Cacaloc) — 765 чел.
- Исуапа (Ízhuapa) — 762 чел.
- Койолапа (Coyolapa) — 572 чел.
- Сокитлансакуалько (Zoquitlanzacualco) — 517 чел.

## Климат
Три типа климата:
- Умеренно влажный с обильными летними дождями. Среднегодовая температура 12—18 градусов, однако зимой может быть до −3. Преобладает на севере и западе муниципалитета.
- Тёплый влажный климат с круглогодичными дождями. Среднегодовая температура более 18 градусов. Представлен на восточных склонах.
- Жаркий влажный климат. Среднегодовая температура более 22 градусов. Это крайний восток муниципалитета.

## Достопримечательности
- Церковь Сан-Пабло XVI века.
- Водопады на реке Койолапа.